# アイムユアーズ
アイムユアーズ（英: I'm Yours、2009年1月15日 - ） とは、日本の競走馬、繁殖牝馬。主な勝ち鞍は2011年のファンタジーステークス、2012年のフィリーズレビュー、2012・2013年のクイーンステークス。馬名の由来は、「私はあなたのもの」。

## 経歴

### 2011年
デビューは6月25日の函館の芝1200メートル戦で1番人気だったが直線伸びを欠き3着だった。次走の7月9日の同じ函館の未勝利戦は直線抜け出して初勝利となった。そして函館2歳ステークスは直線追い込んだものの、ファインチョイスの2着。約3か月間を空けたファンタジーステークスは8番人気と評価は低かったものの、最後の直線で外から差し切り重賞初制覇。関東馬によるファンタジーステークス優勝はこれが初。鞍上のイオリッツ・メンディザバルも、この勝利がJRA初勝利であった。ファンタジーステークスの後は、暮れの大一番阪神ジュベナイルフィリーズを見据えて栗東トレーニングセンターにそのまま滞在。阪神ジュベナイルフィリーズでは好位から伸びてジョワドヴィーヴルに完敗したものの激しい2着争いを制して2着を確保した。

### 2012年
3歳初戦となったフィリーズレビューはニコラ・ピンナを鞍上に迎え、レースでは好位置から先行、直線抜け出して1番人気に応え重賞2勝目を飾った。4月8日の桜花賞は最後の直線でジェンティルドンナ、ヴィルシーナとの叩き合いの末に3着。クレイグ・ウィリアムズ騎乗で迎えた5月20日のオークスは好位から脚を伸ばしたが余力がなく、二冠を達成したジェンティルドンナの4着。7月29日のクイーンステークスはプラス24キロ増と馬体が増え、レースは道中好位の外めを追走すると直線楽な手応えで抜け出して1番人気に応え、重賞3勝目を飾った。トライアルレースをパスして直行で臨んだ秋華賞は3番人気に推され、鞍上の池添謙一が、三冠に手のかかったジェンティルドンナを意識したレースを進めたものの6着に敗れた。次走となったマイルチャンピオンシップは当初メンディザバルとのコンビ再結成が予定されていたが、メンディザバルが度重なる肩の脱臼により短期免許を取り消して急遽帰国したため四位洋文を鞍上に参戦し、レースは後方に控えて脚を溜めたが伸びずに10着に終わった。

### 2013年
緒戦は阪神牝馬ステークスに出走し、先団でレースを進めたが直線で後退し10着。続くヴィクトリアマイルはヴィルシーナの8着。間を開けて迎えた函館で行われたクイーンステークスは2番手から先行すると、最後は追い込んだスピードリッパーをクビ差抑えて重賞4勝目を飾ると共にクイーンステークス連覇を飾った。札幌記念は先行するも馬場に苦しんで4着に敗れた。その後、大井競馬場のレディスプレリュードに参戦する予定もあったが、結局札幌記念のあとに一走することなく2014年3月28日付けで競走馬登録を抹消された。

## 競走成績
以下の内容は、netkeiba.comおよびJBISサーチに基づく。
| 年月日     | 競馬場 | 競走名             | 格   | 頭数 | 枠番 | 馬番 | オッズ （人気） | オッズ （人気） | 着順 | 騎手             | 斤量 （kg） | 距離（馬場）  | タイム （上り3F） | タイム 差 | 勝ち馬/（2着馬）   |
| ---------- | ------ | ------------------ | ---- | ---- | ---- | ---- | --------------- | --------------- | ---- | ---------------- | ----------- | ------------- | ----------------- | --------- | ------------------ |
| 2011.06.25 | 函館   | 2歳新馬            |      | 10   | 5    | 5    | 02.4            | （1人）         | 3着  | 丸山元気         | 54          | 芝1200m（良） | 1:11.0（34.5）    | -0.4      | ナイスヘイロー     |
| 0000.07.9  | 函館   | 2歳未勝利          |      | 8    | 7    | 7    | 01.5            | （1人）         | 1着  | 藤田伸二         | 54          | 芝1200m（良） | 1:10.5（35.2）    | -0.3      | (マイネルアダマス) |
| 0000.08.07 | 函館   | 函館2歳S           | GIII | 13   | 7    | 11   | 17.0            | （5人）         | 2着  | 古川吉洋         | 54          | 芝1200m（良） | 1:11.0（36.2）    | -0.2      | ファインチョイス   |
| 0000.11.05 | 京都   | ファンタジーS      | GIII | 17   | 6    | 12   | 19.4            | （8人）         | 1着  | I.メンディザバル | 54          | 芝1400m（良） | 1:21.3（35.0）    | -0.2      | (アンチュラス)     |
| 0000.12.11 | 阪神   | 阪神JF             | GI   | 18   | 6    | 11   | 12.3            | （8人）         | 2着  | I.メンディザバル | 54          | 芝1600m（良） | 1:35.3（34.9）    | -0.4      | ジョワドヴィーヴル |
| 2012.03.11 | 阪神   | フィリーズレビュー | GII  | 16   | 2    | 4    | 03.5            | （1人）         | 1着  | N.ピンナ         | 54          | 芝1400m（良） | 1:22.8（36.5）    | -0.2      | (ビウイッチアス)   |
| 0000.04.08 | 阪神   | 桜花賞             | GI   | 18   | 6    | 11   | 09.7            | （3人）         | 3着  | N.ピンナ         | 55          | 芝1600m（良） | 1:34.8（34.9）    | -0.2      | ジェンティルドンナ |
| 0000.05.20 | 東京   | 優駿牝馬           | GI   | 18   | 1    | 1    | 07.7            | （4人）         | 4着  | C．ウィリアムズ  | 55          | 芝2400m（良） | 2:24.5（35.9）    | -0.9      | ジェンティルドンナ |
| 0000.07.29 | 札幌   | クイーンS          | GIII | 14   | 5    | 8    | 02.9            | （1人）         | 1着  | 池添謙一         | 52          | 芝1800m（良） | 1:47.2（34.7）    | -0.0      | (ラブフール)       |
| 0000.10.14 | 京都   | 秋華賞             | GI   | 18   | 8    | 17   | 11.8            | （3人）         | 6着  | 池添謙一         | 55          | 芝2000m（良） | 2:00.7（33.6）    | -0.3      | ジェンティルドンナ |
| 0000.11.18 | 京都   | マイルCS           | GI   | 18   | 7    | 15   | 024.6           | （13人）        | 10着 | 四位洋文         | 54          | 芝1600m（稍） | 1:33.6（34.3）    | -0.7      | サダムパテック     |
| 2013.04.6  | 阪神   | 阪神牝馬S          | GII  | 16   | 1    | 1    | 8.0             | （3人）         | 10着 | A.シュタルケ     | 54          | 芝1400m（良） | 1:22.3（34.7）    | -0.9      | サウンドオブハート |
| 0000.05.12 | 東京   | ヴィクトリアM      | GI   | 18   | 5    | 9    | 39.0            | （11人）        | 8着  | 戸崎圭太         | 55          | 芝1600m（良） | 1:32.8（34.6）    | -0.4      | ヴィルシーナ       |
| 0000.07.28 | 函館   | クイーンS          | GIII | 8    | 5    | 5    | 02.7            | （1人）         | 1着  | 戸崎圭太         | 55          | 芝1800m（良） | 1:49.4（37.0）    | -0.0      | (スピードリッパー) |
| 0000.08.18 | 函館   | 札幌記念           | GII  | 16   | 8    | 16   | 24.1            | （6人）         | 4着  | 池添謙一         | 55          | 芝2000m（重） | 2:08.3（41.1）    | -1.8      | トウケイヘイロー   |

## 繁殖成績
引退後は、生まれ故郷のノーザンファームで繁殖牝馬となる。
2016年産のユアーズトゥルーリは、未勝利戦のデビューから競走中止、13着と通算2戦に出走し、競走馬登録を抹消。引退後は、血統背景が評価され、北海道新ひだか町のレックススタッドにて種牡馬入り。受胎条件15万円、出生条件20万円という条件が設定された。父ロードカナロアにとってこれが初の後継種牡馬となった。
2018年のセレクトセールでは、二冠馬ドゥラメンテの初年度産駒となる3番仔が、2018年初産駒誕生の新種牡馬最高額となる1億8000万円で株式会社NICKSのアドバイザー竹内啓安に落札された。ドゥラメンテとの配合についてサンデーレーシングの吉田俊介は「ダイナカールの牝系のクロスを意識した配合」とし、5代内にダイナカールの4×4にサンデーサイレンス、キングマンボともに3×4と3本のインブリードを持つ。
|       | 生年   | 馬名               | 性 | 毛色 | 父                 | 馬主                     | 厩舎                           | 戦績                   | 主な勝ち鞍            | 出典   |
| ----- | ------ | ------------------ | -- | ---- | ------------------ | ------------------------ | ------------------------------ | ---------------------- | --------------------- | ------ |
|       | 2015年 |                    |    |      | ディープインパクト |                          |                                |                        |                       | [ 26 ] |
| 初仔  | 2016年 | ユアーズトゥルーリ | 牡 | 鹿毛 | ロードカナロア     | ユアストーリー           | 栗東・安田隆行                 | 2戦0勝（引退・種牡馬） |                       | [ 27 ] |
| 2番仔 | 2017年 | モーベット         | 牝 | 栗毛 | オルフェーヴル     | （有）シルクレーシング   | 美浦・藤沢和雄                 | 9戦2勝（引退・繁殖）   |                       | [ 28 ] |
| 3番仔 | 2018年 | スワーヴエルメ     | 牡 | 栗毛 | ドゥラメンテ       | （株）NICKS              | 美浦・堀宣行                   | 8戦3勝（引退）         | 南武特別（2勝クラス） | [ 29 ] |
| 4番仔 | 2019年 | オールユアーズ     | 牝 | 栗毛 | ドゥラメンテ       | （有）サンデーレーシング | 美浦・手塚貴久                 | 2戦0勝（引退・繁殖）   |                       | [ 30 ] |
| 5番仔 | 2020年 | ヴォレトンクール   | 牝 | 鹿毛 | リアルスティール   | （有）シルクレーシング   | 栗東・斉藤崇史                 | 5戦0勝（引退・繁殖）   |                       | [ 31 ] |
| 6番仔 | 2021年 | ラファミリア       | 牡 | 栗毛 | レイデオロ         | 藤田晋                   | 栗東・矢作芳人 →栗東・前川恭子 | 10戦1勝（現役）        |                       | [ 32 ] |
| 7番仔 | 2023年 | トゥインクルピカ   | 牝 | 栗毛 | サートゥルナーリア | 藤田晋                   | 栗東・四位洋文                 | （デビュー前）         |                       | [ 33 ] |

- 2025年4月16日現在

## 血統表
| アイムユアーズの血統          | アイムユアーズの血統 | アイムユアーズの血統 | （血統表の出典） | （血統表の出典）  |
| 父系                          | ノーザンダンサー系 | ノーザンダンサー系 | ノーザンダンサー系 | [ § 2 ]           |
| 父 *ファルブラヴ 1998 鹿毛    | 父の父Fairy King 1982 | Northern Dancer | Nearctic | Nearctic          |
| 父 *ファルブラヴ 1998 鹿毛    | 父の父Fairy King 1982 | Northern Dancer | Natalma |                   |
| 父 *ファルブラヴ 1998 鹿毛    | 父の父Fairy King 1982 | Fairy Bridge | Bold Reason | Bold Reason       |
| 父 *ファルブラヴ 1998 鹿毛    | 父の父Fairy King 1982 | Fairy Bridge | Special |                   |
| 父 *ファルブラヴ 1998 鹿毛    | 父の母Gift of the Night 1990 | Slewpy | Seattle Slew | Seattle Slew      |
| 父 *ファルブラヴ 1998 鹿毛    | 父の母Gift of the Night 1990 | Slewpy | Rare Bouquet |                   |
| 父 *ファルブラヴ 1998 鹿毛    | 父の母Gift of the Night 1990 | Little Nana | Lithiot | Lithiot           |
| 父 *ファルブラヴ 1998 鹿毛    | 父の母Gift of the Night 1990 | Little Nana | Nenana Road |                   |
| 母 セシルブルース 2003 黒鹿毛 | 母の父*エルコンドルパサー 1995 黒鹿毛 | Kingmambo | Mr. Prospector | Mr. Prospector    |
| 母 セシルブルース 2003 黒鹿毛 | 母の父*エルコンドルパサー 1995 黒鹿毛 | Kingmambo | Miesque |                   |
| 母 セシルブルース 2003 黒鹿毛 | 母の父*エルコンドルパサー 1995 黒鹿毛 | *サドラーズギャル | Sadler's Wells | Sadler's Wells    |
| 母 セシルブルース 2003 黒鹿毛 | 母の父*エルコンドルパサー 1995 黒鹿毛 | *サドラーズギャル | Glenveagh |                   |
| 母 セシルブルース 2003 黒鹿毛 | 母の母セシルカット 1992 栗毛 | *サンデーサイレンス | Halo | Halo              |
| 母 セシルブルース 2003 黒鹿毛 | 母の母セシルカット 1992 栗毛 | *サンデーサイレンス | Wishing Well |                   |
| 母 セシルブルース 2003 黒鹿毛 | 母の母セシルカット 1992 栗毛 | ダイナカール | *ノーザンテースト | *ノーザンテースト |
| 母 セシルブルース 2003 黒鹿毛 | 母の母セシルカット 1992 栗毛 | ダイナカール | シャダイフェザー F-No.8-f |                   |
| 母系(F-No.)                   | 8号族(FN:8-f) | 8号族(FN:8-f) | 8号族(FN:8-f) | [ § 3 ]           |
| 5代内の近親交配               | Fairy King(Sadler's Wells) 2x4=31.25%、Northern Dancer 3x5x5=18.75%、Seattle Slew 4x5=9.38%、Special(Lisadell) 4x5=9.38%、Hail to Reason5x5=6.25% | Fairy King(Sadler's Wells) 2x4=31.25%、Northern Dancer 3x5x5=18.75%、Seattle Slew 4x5=9.38%、Special(Lisadell) 4x5=9.38%、Hail to Reason5x5=6.25% | Fairy King(Sadler's Wells) 2x4=31.25%、Northern Dancer 3x5x5=18.75%、Seattle Slew 4x5=9.38%、Special(Lisadell) 4x5=9.38%、Hail to Reason5x5=6.25% | [ § 4 ]           |
| 出典                          | 1. 2. 3. 4. | 1. 2. 3. 4. | 1. 2. 3. 4. | 1. 2. 3. 4.       |

- 曾祖母のダイナカールはオークス馬[25][36]。祖母の半妹に当たるエアグルーヴもオークス馬で天皇賞（秋）馬[36]。エアグルーヴの仔のアドマイヤグルーヴはエリザベス女王杯を2連覇[36]。ルーラーシップも香港のGIクイーンエリザベス2世C を勝利している[36]。このほかフォゲッタブル、グルヴェイグも重賞馬[36]。祖母の半姉カーリーエンジェルの仔からは高松宮記念勝ちのオレハマッテルゼや重賞勝ちがあるエガオヲミセテやフラアンジェリコを輩出している[36]。